# Саут-Флат (Вайоминг)
Саут-Флат (англ. South Flat) — невключённая территория, расположенная в округе Уошаки (штат Вайоминг, США) с населением в 374 человека по статистическим данным переписи 2000 года.

## География
По данным Бюро переписи населения США, невключённая территория Саут-Флат имеет общую площадь в 57,5 квадратных километров, из которых 56,2 кв. километров занимает земля и 1,29 кв. километров — вода. Площадь водных ресурсов округа составляет 2,24 % от всей его площади.
Саут-Флат расположен на высоте 1276 метров над уровнем моря.

## Демография
По данным переписи населения 2000 года, в Саут-Флате проживало 374 человека, 109 семей, насчитывалось 133 домашних хозяйств и 141 жилой дом. Средняя плотность населения составляла около 6,7 человека на один квадратный километр. Расовый состав Саут-Флата по данным переписи распределился следующим образом: 83,42 % белых, 0,80 % — коренных американцев, 2,41 % — представителей смешанных рас, 13,10 % — других народностей. Испаноговорящие составили 17,91 % от всех жителей невключённой территории.
Из 133 домашних хозяйств в 41,4 % — воспитывали детей в возрасте до 18 лет, 69,9 % представляли собой совместно проживающие супружеские пары, в 4,5 % семей женщины проживали без мужей, 18,0 % не имели семей. 15,8 % от общего числа семей на момент переписи жили самостоятельно, при этом 7,5 % составили одинокие пожилые люди в возрасте 65 лет и старше. Средний размер домашнего хозяйства составил 2,81 человек, а средний размер семьи — 3,11 человек.
Население невключённой территории по возрастному диапазону по данным переписи 2000 года распределилось следующим образом: 31,6 % — жители младше 18 лет, 5,6 % — между 18 и 24 годами, 26,7 % — от 25 до 44 лет, 22,5 % — от 45 до 64 лет и 13,6 % — в возрасте 65 лет и старше. Средний возраст жителей составил 38 лет. На каждые 100 женщин в Саут-Флате приходилось 107,8 мужчин, при этом на каждые сто женщин 18 лет и старше приходилось 109,8 мужчин также старше 18 лет.
Средний доход на одно домашнее хозяйство в невключённой территории составил 40 855 долларов США, а средний доход на одну семью — 40 855 долларов. При этом мужчины имели средний доход в 31 635 долларов США в год против 17 083 доллара среднегодового дохода у женщин. Доход на душу населения в невключённой территории составил 14 693 доллара в год. 10,9 % от всего числа семей в округе и 7,7 % от всей численности населения находилось на момент переписи населения за чертой бедности, при этом 9,6 % из них были моложе 18 лет.